# Suave
Suave är en låt framförd av Alvaro Estrella i Melodifestivalen 2022. Låten som deltog i den andra deltävlingen, gick vidare till semifinal (som tidigare hette andra chansen), men åkte ut.
Låten är skriven av artisten själv, Jimmy Thörnfeldt, Joy  Deb och Linnea  Deb.